# Miraz
Miraz (Engels: Miraz) is een personage uit Prins Caspian, van De Kronieken van Narnia door C.S. Lewis.
Miraz is de koning van Narnia en de oom van de latere Caspian X. Hij is aan de macht gekomen door zijn broer Caspian IX te vermoorden. Hij is een arrogant en wreed koning, die niet alleen gevreesd wordt door de oud-Narniërs maar ook door de nieuw-Narniërs en zijn eigen edelen.
Hij wil het geloof in het oude Narnia, met sprekende wezens en een gelukkige samenleving, volledig uitroeien en zorgt er dan ook voor dat Caspian een goede huisleraar, Doctor Cornelius, krijgt. Hij vergist zich echter, want Cornelius is een dissident. Als Miraz zelf een zoon krijgt, wil hij Caspian doden, maar met de hulp van Cornelius ontsnapt Caspian. 
Als Miraz dat hoort, gaat hij met zijn leger naar de Aslanberg, waar Caspian is. Hij is geen goed bevelhebber en het lukt hem dan ook niet om het veel zwakkere leger van Caspian te verslaan. Als er een uitdaging komt van Peter Pevensie, gaat hij er in een vlaag van woede op in. Tijdens het duel wordt hij door twee edelen vermoord, die een wrok tegen hem hadden.